# Ђула Андраши Млађи
Гроф Ђула Андраши Млађи од Чиксенткираљија и Краснахорке (мађ. csíkszentkirályi és krasznahorkai ifjabb Andrássy Gyula; Требишов, 30. јун 1860 — Будимпешта, 11. јун 1929) био је мађарски политичар.

## Биографија
Други син грофа Ђуле Андрашија, Андраши млађи је постао подсекретар министарства Шандора Векерлеа 1892; током 1893, постао је министар просвете, и, у јуну 1894, био је именован за министра у присуству краља, а пензионисао се 1895. godine са Векерлеом. Током 1898, са својим старијим братом, напустио је Либералну странку, али се вратио у њу после пада Банфијевог министарства. Године 1905, био је један од лидера Коалиције која је довела до пада Либералног министарства Тисе. Од 1906. године постаје министар унутрашњих послова у Векерлеовој Влади, и остао је на тој дужности до пада министарства 1909. године.
Током 1912, он представља Аустроугарску у дипломатском настојању да спречи избијање Балканског рата. Године 1915, позвао је на склапање мира и продужење франшизе у Мађарској. Као министар спољних послова, током 1918, он је прогласио савез са Немачком и покушао да закључи мир. Он се повукао са дужности исте године, а вратио се 1920. године у Народну скупштини као нестраначки делегат. Касније је постао лидер Хришћанске народне партије. Он је аутор дела Ungarns Ausgleich mit Österreich vom Jahre 1867 (Нем. изд. Лајпциг, 1897) и дела на мађарском језику о пореклу мађарске државе и устава (Будимпешта, 1901). Та књига је преведена на енглески језик и објављена под називом The Development of Hungarian Constitutional Liberty (енг. развој мађарске Уставне слободе, Лондон, 1908). Његови каснији радови обухватају Wer hat den Krieg verbrochen? Interessensolidarität des Deutschtums and Ungartums and Diplomatie und Weltkrieg.